# Шави Симонс
Шави Куентин Шей Симонс (на нидерландски: Xavi Quentin Shay Simons) е нидерландски футболист, който играе като крило или офанзивен полузащитник за РБ Лайпциг и националния отбор на Нидерландия.

## Ранен живот
Шави Симонс е роден в Амстердам на 21 април 2003 г. Син е на Пеги Симонс и нидерландския футболист Реджилио Симонс. По-големият брат на Шави, Фаустино, който също е футболист, е роден на същата дата 7 години по-рано.

## Клубна кариера

### Ранна кариера
Симонс влиза в младежкия отбор на Барселона след като напуска КД Тейдър през 2010 г. Той бързо става един от най-високо оценените млади играчи на каталонския клуб. Не един път английският отбор Челси се опитва да го подпише още в млада възраст, но той отказва.

### Пари Сен Жермен
През 2019 г. се премества в парижкия отбор Пари Сен Жермен, след като не успява да поднови договора си с Барселона. На 10 февруари 2021 г. той прави своя професионален дебют в мач срещу Кан за Купата на Франция влизайки като резерва. ПСЖ печелят с 1 – 0. Прави дебюта си в Лига 1 отново като резерва с победа 4 – 1 срещу Страсбург два месеца по-късно. На 19 май 2021 г. Симонс печели първата си професионална купа, Купата на Франция.
През сезон 2021/22 той участва в подготовката преди началото на сезона на треньора Маурисио Почетино. На 14 юли 2021 г. влиза като резерва и отбелязва гол срещу Льо Ман в приятелски мач, чийто финален резултат е 4 – 0. Той вкарва още един гол отново в приятелска среща срещу Шамбли три дена по-късно за равенство 2 – 2. На 18 август Симонс е изпратен да тренира с отбора за под 19 години на Нидерландия. В крайна сметка той прави първата си поява за този сезон за ПСЖ с гол срещу френски клуб. На 3 януари 2022 г. прави първата си асистенция, подаване към Килиан Мбапе. В края на месеца той пропуска дузпа (6 – 5) срещу Ница и отпадат в осминафиналите за Купата на Франция. В края на сезона ПСЖ са шампиони на Лига 1 и Симонс получава първата си професионална титла.

### ПСВ Айндховен
На 22 юни 2022 г. Симонс подписва 5-годишен договор с нидерландския отбор ПСВ Айндховен. Въпреки, че е очаквано Симонс да удължи договора си с Пари Сен Жермен и по-късно да се присъедини към ПСВ, това не става, защото френския клуб не иска повече сделката с наем. Въпреки това ПСЖ договарят клауза за обратно изкупуване на Шави Симонс за 6 млн. евро, което се случва по-късно през 2023 г.
Симонс вкарва първия си гол за ПСВ в мач срещу Аякс в ежегодишния мач Йохан Кройф Шийлд, който завърша като победа за ПСВ (5 – 3). На 7 август в неговата първа игра за нидерландската висша дивизия Ередивизи той прави асистенция срещу Емен. Прави своя европейски дебют в мач от квалификациите за Шампионската лига и вкарва в победа 5 – 1 срещу Цюрих в груповата фаза на Лига Европа на 6 октомври. Във финала за Купата на Нидерландия през 2023 г. той прави асистенция, която се оказва решаваща и ПСВ Айндховен побеждават Аякс след дузпи. В последния мач от Ередивизи Шави Симонс вкарва два гола и така осигорява второто място на ПСВ на 28 май 2023 г. С 19 гола, той споделя наградата „Ередивизи Голмайстор“ с Анастасиос Дувикас от Утрехт. Симонс приключва сезона с 22 гола и 12 асистенции за 48 игри с всички мачове и печели две награди „Ередивизи Играч на месеца“ през август 2022 и март 2023 г.
На 16 юли 2023 г. е обявено, че Шави Симонс напуска ПСВ Айндховен и се приготвя да се присъедини отново към френския отбор Пари Сен Жермен.

### Отново с Пари Сен Жермен
На 19 юли 2023 г. Шави Симонс се връща обратно в ПСЖ след като френският отбор задейства клауза за обратно изкупуване на стойност 6 милиона евро.

#### Под наем с РБ Лайпциг
Веднага след връщането в ПСЖ той е даден под наем в Лайпциг за сезон 2023/24. На него е дадена фланелка с номер 20. На 12 август той прави своя дебют при победа с резултат 3 – 0 над Байерн Мюнхен в турнира за Суперкупата на Германия. На 25 август нидерландецът отбелязва първия си гол за Бундеслигата срещу Щутгарт. В същия мач той прави две асистенции. Два месеца по-късно – на 25 октомври вкарва първи гол за Шампионската лига в мач завършващ 3 – 1 за Лайпциг срещу Цървена звезда. Той получава играч на мача и става най-младия играч, който прави асистенция и вкарва гол в Шампионската лига на възраст от 20 години и 187 дена. Отново срещу Цървена звезда Симонс отбелязва и осигурява място в осминафиналите. В края на сезона има 8 гола и 11 асистенции за 32 мача. Така помага на Лайпциг да завършват четвърти през сезон 2023/24. Споделя наградата за второ място по най-много асистенции за следния сезон в Бундеслигата.
На 5 август 2024 г. е отново даден под наем на Лайпциг до края на сезона (2024/25). На 12 януари 2025 г. провежда втория си мач от 23 октомври 2024 поради контузия на глезена, като вкарва 2 гола срещу Вердер Бремен. Това е 40-ия му мач и първия път в Бундеслигата, в който вкарва два гола за един мач. Срещата завършва 4 – 2 за Лайпциг, а Шави Симонс е избран за играч на мача.

### РБ Лайпциг
На 30 януари 2025 г. РБ Лайпциг подписва постоянен договор с 21-годишния футболист за 50 млн. евро и над 30 млн. евро бонуси. Той продължава до 30 юни 2027 г.

## Национална кариера
Шави Симонс взима участие в юношеския национален отбор до 15 г., 16 г., 17 г., 19 г. и младежкия, който е до 21-годишна възраст.
На 21 октомври 2022 г. той влиза в националния отбор и на 11 ноември е официално извикан за световното първенство в Катар от треньора Луис ван Гаал и е най-младият футболист в отбора на Нидерландия. На 3 декември 2022 г. прави своя дебют за националния отбор и световното първенство в мача със САЩ, който завършва 3 – 1 и става най-младият нидерландец, играл на осминафинали на световно първенство. Не участва на четвъртфиналите, където отбора губи от Аржентина.
На 24 март 2023 г. Симонс участва в първия си мач за квалификация за Евро 2024 срещу Франция. Той участва във всички мачове за квалификация. През юни 2023 г. той участва във финала на Лигата на нациите, играейки и на полуфиналите с Италия. На 29 май 2024 г. е приет в отбора на Нидерландия за Европейското първенство. Той вкарва първия си гол за националния отбор в приятелски мач срещу Исландия, побеждавайки ги с 4 – 0 на 10 юни. На 10 юли вкарва гол в 7-та минута срещу Англия в полуфинали и прави резултата 0 – 1. Въпреки това, след головете на Хари Кейн и Оли Уоткинс, Нидерландия не се класират за финал с краен резултат 2 – 1.
През март 2025 г. участва в два мача за Лигата на нациите на УЕФА 2024/25 (Лига A) срещу Испания. Първият, на 20 март, завършва с равенство 2 – 2, като Симонс е на терена за само около 20 минути. Вторият мач също не е в полза на Нидерландия, но въпреки това Шави Симонс отбелязва гол. Завършва 4 – 3.

## Личен живот
Докато е на 13 години Симонс получава първия си рекламен договор с Nike. Преминава към Adidas през 2021 г., преди да се присъедини към Puma през 2023 г. През август 2018 г. участва в реклама на Nike заедно с Филипе Коутиньо, Кевин Де Бройне, Неймар, Роналдиньо, Пиер-Емерик Обамеянг и Андреа Пирло. Още през 2019 година, 16-годишният младеж е имал над 2 милиона последователи в Инстаграм. През март 2020 г. той е включен към списъка на 50-те „деца чудо“ на футбола.

## Статистика

### Клубна
Информацията е от 17 май 2025 г.
| Отбор                  | Сезон                  | Лига                   | Лига   | Лига   | Национални първенства | Национални първенства | Европейски първенства | Европейски първенства | Други първенства | Други първенства | Общо   | Общо   |
| Отбор                  | Сезон                  | Дивизия                | Мачове | Голове | Мачове                | Голове                | Мачове                | Голове                | Мачове           | Голове           | Мачове | Голове |
| ---------------------- | ---------------------- | ---------------------- | ------ | ------ | --------------------- | --------------------- | --------------------- | --------------------- | ---------------- | ---------------- | ------ | ------ |
| Пари Сен Жермен        | 2020/21                | Лига 1                 | 1      | 0      | 1                     | 0                     | —                     | —                     | —                | —                | 2      | 0      |
| Пари Сен Жермен        | 2021/22                | Лига 1                 | 6      | 0      | 3                     | 0                     | 0                     | 0                     | 0                | 0                | 9      | 0      |
| Пари Сен Жермен        | Общо                   | Общо                   | 7      | 0      | 4                     | 0                     | 0                     | 0                     | 0                | 0                | 11     | 0      |
| ПСВ                    | 2022/23                | Ередивизи              | 34     | 19     | 4                     | 1                     | 9                     | 1                     | 1                | 1                | 48     | 22     |
| РБ Лайпциг (наем)      | 2023/24                | Бундеслига             | 32     | 8      | 2                     | 0                     | 8                     | 2                     | 1                | 0                | 43     | 10     |
| РБ Лайпциг             | 2024/25                | Бундеслига             | 25     | 10     | 3                     | 1                     | 5                     | 0                     | —                | —                | 33     | 11     |
| РБ Лайпциг             | Общо                   | Общо                   | 57     | 18     | 5                     | 1                     | 13                    | 2                     | 1                | 0                | 76     | 21     |
| Общо за цялата кариера | Общо за цялата кариера | Общо за цялата кариера | 98     | 37     | 13                    | 2                     | 22                    | 3                     | 2                | 1                | 135    | 43     |

1. ↑  Включват Купата на Франция, Германия и Нидерландия (КНВБ Бекер)
2. ↑  Участие в два мача от Шампионската лига на УЕФА и седем мача и един гол в Лига Европа
3. ↑  Участие в мача за Йохан Кройф Шийлд (Суперкупата на Нидерландия)
4. 1 2  Участие в мачове от Шампионската лига на УЕФА
5. ↑  Участие в мача за Суперкупата на Германия
6. ↑  Част от сезона играе в РБ Лайпциг под наем от ПСЖ.

### Национална
Информацията е от 10 юни 2025 г.
| Национален отбор | Година | Мачове | Голове |
| ---------------- | ------ | ------ | ------ |
| Нидерландия      | 2022   | 1      | 0      |
| Нидерландия      | 2023   | 10     | 0      |
| Нидерландия      | 2024   | 13     | 3      |
| Нидерландия      | 2025   | 4      | 2      |
| Общо             | Общо   | 28     | 5      |

#### Головете
Резултатът на Нидерландия е показан първи.
| Гол № | Дата                | Място                                  | Мач № | Противник           | Краен резултат           | Събитие                                             |
| ----- | ------------------- | -------------------------------------- | ----- | ------------------- | ------------------------ | --------------------------------------------------- |
| 1     | 10 юни 2024 г.      | Фейенорд, Ротердам, Нидерландия        | 14    | Исландия            | 4 – 0                    | Приятелски мач                                      |
| 2     | 10 юли 2024 г.      | Сигнал Идуна Парк, Дортмунд, Германия  | 20    | Англия              | 1 – 2                    | Евро 2024 – Директни елиминации                     |
| 3     | 7 септември 2024 г. | Стадион Филипс, Айндховен, Нидерландия | 21    | Босна и Херцеговина | 5 – 2                    | Лига на нациите на УЕФА 2024/25 – Лига А            |
| 4     | 23 март 2025 г.     | Естадио Мастея, Валенсия, Испания      | 26    | Испания             | 3 – 3 (с.д.в) (4 – 5 д.) | Лига на нациите на УЕФА 2024/25 – Лига А            |
| 5     | 10 юни 2025 г.      | Йороборг, Гронинген, Нидерландия       | 28    | Малта               | 8 – 0                    | Квалификации за Мондиал 2026 – Зона Европа, група G |

## Постижения
Информацията е от 27 май 2024 г.

### Отборни
Пари Сен Жермен
- Шампион на Лига 1: 2021/22[11]
- Купа на Франция: 2020/21[12]

ПСВ Айндховен
- Купа на Нидерландия: 2022/23[13]
- Йохан Кройф Шийлд: 2022

РБ Лайпциг
- Суперкупа на Германия: 2023

### Индивидуални
- Ередивизи Играч на месеца: август 2022, март 2023[14][15]
- Ередивизи Талант на месеца: януари 2023[16]
- Ередивизи Отбор на месеца: август 2022, януари 2023, февруари 2023, март 2023, май 2023[17][18][19][20]
- Ередивизи Голмайстор: 2022/23 (споделено)[21]
- Купа Йохан Кройф: 2022/23[22]
- Бундеслига Гол на месеца: септември 2023, януари 2024[23]
- Бундеслига Новобранец на месеца: декември 2023, април 2024[24]
- ВДВ Бундеслига Отбор на сезона: 2023/24[25]